# Вольтерсдорф (Магдебург)
Вольтерсдорф (Магдебург) (нем. Woltersdorf (bei Magdeburg)) — посёлок в Германии, в земле Саксония-Анхальт. 
Входит в состав района Йерихов. Подчиняется управлению Бидериц-Мёзер. Население 404 чел. Занимает площадь 8,89 км².

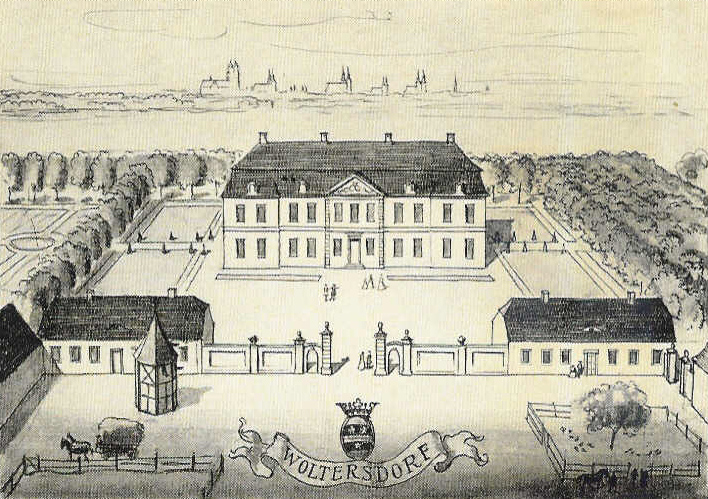
Вольтерсдорф (Магдебург)